# Antonio Bailetti
Antonio Bailetti (Bosco di Nanto, Vicenza, 29 de septiembre de 1937) fue un ciclista italiano que fue profesional entre 1961 y 1969.
Durante su carrera consiguió 18 victorias, destacando por encima de todas la medalla de oro lograda a los Juegos Olímpicos de Roma el 1960 en la prueba de contrarreloj por equipos, junto a Livio Trapè, Ottavio Cogliati y Giacomo Fornoni. También ganó dos etapas al Tour de Francia y dos más al Giro de Italia.

## Palmarés
- 1960
  - Medalla de oro a los Juegos Olímpicos de Roma en la prueba de CRE
- 1961
  - 1º en Nyon
  - 1º en Turbigo
  - Vencedor de una etapa al Giro de Cerdeña
  - Vencedor de una etapa a los Tres días del Sur
  - Vencedor de una etapa del Grande Premio Ciclomotoristico
- 1962
  - 1º de la Niza-Génova
  - 1º a Maurs
  - Vencedor de una etapa al Tour de Francia
  - Vencedor de una etapa al Giro de Italia
  - Vencedor de 2 etapas al Giro de Cerdeña
  - 1º en La Charité-sur-Loire
- 1963
  - Vencedor de una etapa al Tour de Francia
  - Vencedor de una etapa al Giro de Italia
- 1964
  - Vencedor de una etapa al Giro de Cerdeña
- 1965
  - 1º en Mónaco
- 1966
  - 1º en el Trofeo Laigueglia

### Resultados al Tour de Francia
- 1962. 80.º de la clasificación general. Vencedor de una etapa
- 1963. 55.º de la clasificación general. Vencedor de una etapa

### Resultados al Giro de Italia
- 1961. 76.º de la clasificación general
- 1962. 39.º de la clasificación general. Vencedor de una etapa
- 1963. 42.º de la clasificación general. Vencedor de una etapa
- 1964. 76.º de la clasificación general
- 1965. 46.º de la clasificación general
- 1966. 54.º de la clasificación general